# Szomszédok
 Szomszédok  ([ˈsomseːdok], en français : « Les voisins ») est une sitcom hongroise qui a connu un fort engouement populaire dans les années 1990 en Hongrie. Le lieu de tournage de la série se situe dans le quartier de Gazdagrét, dans un arrondissement périphérique de Budapest.